# Městský hřbitov Nový Bydžov
Městský hřbitov v Novém Bydžově je hřbitov nacházející se západně od centra města Nový Bydžov v okrese Hradec Králové v Královéhradeckém kraji.
Hřbitov vysvětil 1. ledna 1882 novobydžovský děkan Jan Novotný. Založení hřbitova předcházelo zakoupení zádušních polí u Malínského kříže o výměře 5 jiter a 1512 sáhů (3 ha 42 a) za 4 756 zlatých. Z uvedené výměry městská obec pro nový hřbitov použila 2 jitra a 874 sáhů (1 ha 46,5 a), na další ploše byl později zřízen nový židovský hřbitov (od roku 1885), městský park a v letech 1898 až 1901 zde byl postaven novogotický hřbitovní kostel Sedmibolestné Matky Boží podle plánů pražského architekta Josefa Mockera (1835–1899).
Založení hřbitova dodnes připomíná velký litinový kříž ve středu plochy a pískovcový pomník v nynějším oddělení III. (před urnovým hájem), postavený na náklad města prvnímu pohřbenému Josefu Bázlerovi, čtyřiašedesátiletému městskému hajnému, jehož pohřeb se konal 6. ledna 1882.
Tehdy se přestalo pohřbívat na hřbitově u sv. Trojice, ale hřbitov byl rušen až počátkem 20. století v souvislosti s úpravami okolí po požáru židovské čtvrti v roce 1901. Hřbitovní zeď byla zbořena a plocha hřbitova se spáleništěm židovské čtvrti byly proměněny v městský park.
V roce 1888 byla vysázena kaštanová alej ke hřbitovu. Dne 1. listopadu 1927 byl na městském hřbitově otevřen urnový háj, v roce 2002 byla postavena rozlučková síň.